# ۱۵۳۴۲ آسیزی
سیارک ۱۵۳۴۲ (به انگلیسی: 15342 Assisi، نامگذاری:1994GD10) پانزده هزار و سیصد و چهل و دومین سیارک کشف شده‌است که در ۳ آوریل ۱۹۹۴ کشف شد.
قدر مطلق سیارک برابر ۱۳٫۸۰ است.